# Герминативный центр
Герминативный центр — зона лимфоидного узелка (фолликула) периферической лимфоидной ткани, в которой зрелые В-лимфоциты, активированные антигеном, пролиферируют, дифференцируются и претерпевают процессы соматического гипермутагенеза и переключения классов антител.
Лимфоидные фолликулы без герминативного центра называют первичными. Первичные фолликулы состоят из покоящихся нативных В-лимфоцитов, сконцентрированных вокруг специализированных фолликулярных дендритных клеток. Фолликулярные дендритные клетки привлекают активированные и неактивированные В-лимфоциты в фолликул, секретируя хемокин CXCL13. Герминативные центры формируются в фолликулах в процессе развития иммунного ответа. Герминативный центр фактически представляет собой скопление пролиферирующих В-клеток, а также некоторого количества антигенспецифичных Т-лимфоцитов и поддерживающих фолликулярных дендритных клеток. Активно делящиеся клетки вытесняют покоящиеся В-лимфоциты на периферию лимфоидного фолликула. Фолликул, содержащий герминативный центр называется вторичным.
В структуре герминативного центра выделяют три зоны: тёмную, базальную светлую и апикальную светлую. В тёмной зоне происходит первичная пролиферация активированных B-лимфоцитов. В базальной светлой зоне лимфоциты проходят процесс селекции на автореактивность, в результате которой либо получают сигнал к инициации апоптоза, либо выживают и перемещаются в апикальную светлую зону. В апикальной светлой зоне происходит дифференцировка выживших клеток в плазматические клетки или В-клетки памяти.
Герминативные центры сохраняются в течение 3—4 недель после первого контакта с антигеном и затем исчезают, если он был элиминирован. В случае повторной или хронической инфекции в герминативном центре В-клетки проходят процесс соматического гипермутагенеза генов иммуноглобулинов и переключения классов синтезируемых антител.